# Jenn Proske
Jenn Proske (Toronto, Canadá, 8 de agosto de 1987) es una actriz canadiense de cine y televisión.

## Biografía
Natural de Toronto, Canadá, Proske se trasladó a Estados Unidos a los cuatro años de edad. Se crio en el condado de Orange, California, donde participó en producciones de teatro infantil. Siguió actuando en el instituto, y durante los últimos años de secundaria realizó numerosas pruebas para distintas escuelas de arte dramático, antes de tomar la decisión de estudiar en la Universidad de Boston. 
A Proske le interesa la medicina forense y la investigación criminal, y ha finalizado parcialmente un master en Justicia Criminal de la Universidad de Boston. Mientras iba madurando, Proske participaba en competiciones de danza y teatro, así como en certámenes de diseño floral.
Mientras estudiaba, Proske actuó en Pope Joan (Papisa Juana), representada en el Festival de Teatro del Kennedy Center American College y, en el Off-Broadway, en New World Stages. Asimismo, durante un semestre estuvo estudiando y trabajando en Australia para la Sydney Theatre Company bajo la dirección de Cate Blanchett y Andrew Upton.
En octubre de 2009, Proske se trasladó a Los Ángeles para perseguir su sueño de convertirse en actriz, y tan sólo pocos meses después ya había conseguido su primer trabajo en Vampires Suck. Posteriormente tuvo apariciones en series como CSI: NY, Law & Order: Special Victims Unit, House of Lies y Beauty & the Beast. El año 2013 se unió al elenco de la serie Graceland.
Tiene una hija junto al también actor Stephen Schneider. Su nombre es Ava Schneider.[cita requerida]

## Filmografía
Cine
- The Infamous Exploits of Jack West (2011)
- Vampires Suck (2010)

Televisión
- Rizzoli & Isles (2014) - Lily Green
- Graceland (2013) - Abby
- Beauty & the Beast (2012) - Clarissa Whitworth
- Major Crimes (2012) - Amanda Martino
- House of Lies (2012) - Beth
- Sexting in Suburbia (2012) - Dina Van Cleve
- Law & Order: Special Victims Unit (2012) - Meghan Weller
- Teen Diaries (Quinta temporada) (2009-presente) - Claire Daniels
- Home Game (2011) - Tess
- CSI: NY (2011) - Serena Matthews